# Olivais (stacja metra)
Olivais – stacja metra w Lizbonie, na linii Vermelha. Stacja została otwarta 7 listopada 1998 wraz z rozbudową sieci do strefy Expo ’98.
stacja znajduje się 36 m głęboko pod Rua Cidade de Bissau, w pobliżu skrzyżowania z Rua Cidade de Luanda. Projekt architektoniczny stacji jest autorstwa architekta Rui Cardim, a instalacje artystyczne Nuno de Siqueira i Cecília de Sousa. Podobnie jak najnowsze stacje metra w Lizbonie, jest przystosowana do obsługi pasażerów niepełnosprawnych.
Początkowo stację planowano nazwać Olivais Sul.